# Tomicobia peratripes
Tomicobia peratripes är en stekelart som först beskrevs av Girault 1917.  Tomicobia peratripes ingår i släktet Tomicobia och familjen puppglanssteklar. Inga underarter finns listade i Catalogue of Life.